# Вулканічна зима
Вулканічна зима — глобальні кліматичні зміни, що викликані значним забрудненням земної атмосфери вулканічним попелом внаслідок особливо значного виверження вулкана. Виявляються у похолоданні в багатьох регіонах земної кулі. Попіл і сірчані гази, з яких утворюються аерозолі з сірчаної кислоти, після викиду на висоту стратосфери поширюються по всій земній кулі. Через це випромінювання сонця в значно більшій мірі, ніж зазвичай, відфільтрується в атмосфері й не досягає земної поверхні, що викликає глобальне похолодання. Схожий ефект, який може бути викликаний гіпотетичною ядерною війною, називається ядерною зимою.

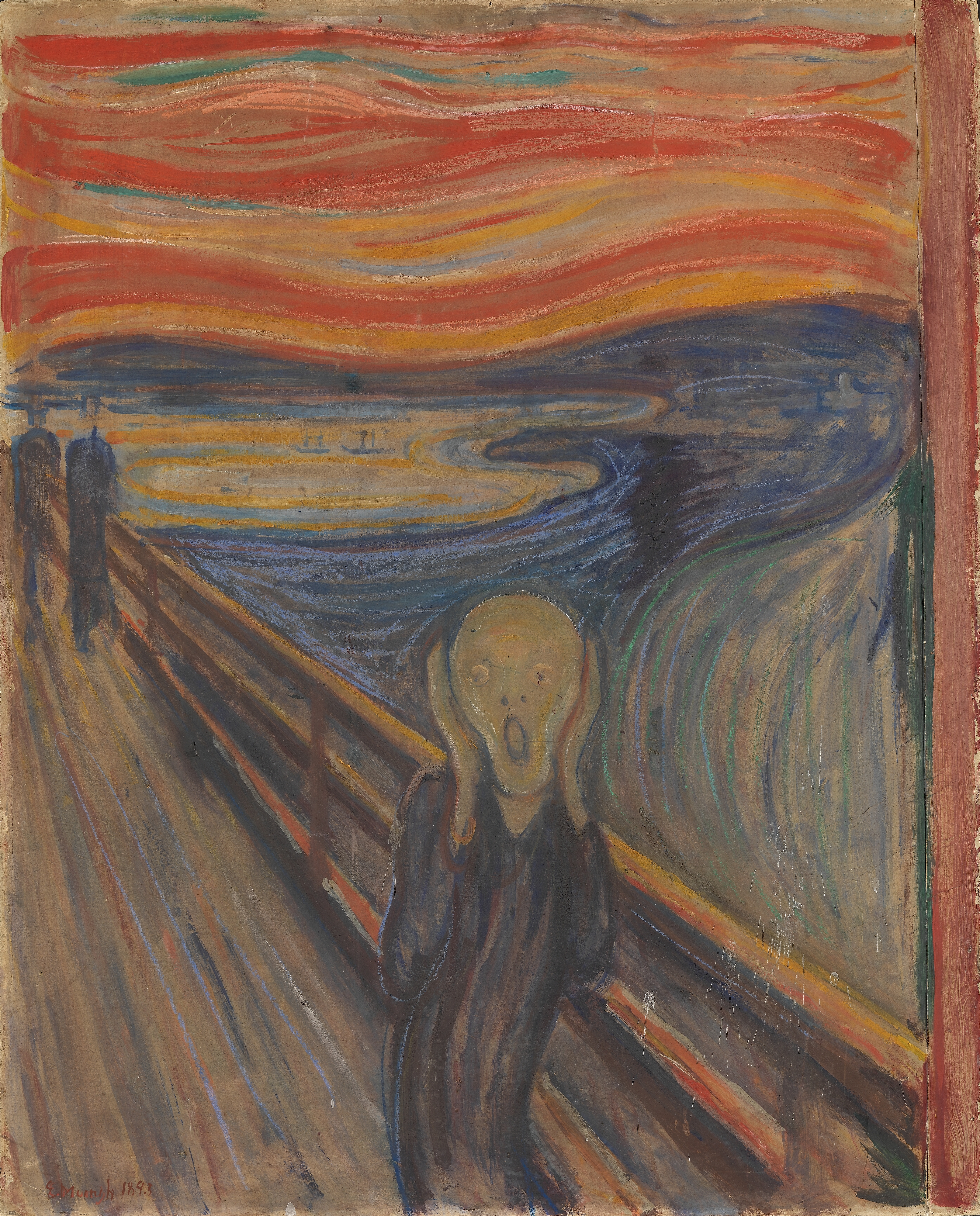
Існує припущення, що знаменита картина Е. Мунка «Крик» була натхненна червоною вулканічною хмарою аерозолі над Осло, спричиненою виверженням Аву 1892 року.

Де-факто ефект вулканічної зими відбувається після кожного виверження вулкана, проте по-справжньому відчутним він стає, коли виверження перевищує шість балів за шкалою вулканічного експлозивного індексу (англ. Volcanic Explosivity Index, VEI). Приміром, після виверження вулкана Пінатубо на філіппінському острові Лусон у 1991 році метеорологами було зареєстровано тимчасове падіння температури на 0,5 °C.
Важчі наслідки спричинило виверження вулкана Тамбора на острові Сумбава в 1815 році, яке сягнуло семи балів за шкалою VEI. Протягом року виверження викликало всесвітнє зниження середньої температури на 2,5 °C. У Європі супроводжувалося морозами в середині липня, через що 1816 рік називався сучасниками роком без літа. Аж до 1819 року незвичне похолодання ставало причиною неврожаїв і голоду та сприяло міграційним хвилям людства з Європи до Америки. Подібну подію відзначали й у VI столітті — кліматичні зміни 535—536 років.
У наш час найбільша небезпека вулканічної зими виходить від супервулкану Єллоустоун в Єллоустонському національному парку, США. Його виверження могло б на декілька десятиліть привести до глобальних кліматичних змін у бік зледеніння планети, викликаючи неврожаї й голод. При цілком реальному сценарії виверження цього вулкана жертвами по всьому світу можуть стати мільйони та мільярди людей. Згідно з однією з теорій, виверження вулкана Тоба 74 тисячі років тому було причиною скорочення всесвітньої популяції предків сучасних людей до приблизно 10 тисяч індивідів.